# 江田島市立大柿中学校
江田島市立大柿中学校（えたじましりつ おおがきちゅうがっこう）は、広島県江田島市大柿町大原にある公立中学校。

## 沿革
- 1947年（昭和22年）4月12日 - 6・3制実施により設立[2]
- 1949年（昭和24年）7月12日 - 大柿中学校・深江中学校・飛渡瀬中学校を併せ、組合立学校となる
- 1953年（昭和28年）7月15日 - 組合立大柿中学校を解散し、大柿中学校・深江中学校・ 飛渡瀬中学校に分離
- 1957年（昭和32年）4月1日 - 深江中学校を統合
- 1977年（昭和52年）4月1日 - 飛渡瀬中学校を統合

## 校区
- 江田島市立大古小学校の校区[2]
- 江田島市立柿浦小学校の校区

## 部活動

### 運動部
- 野球部（男子）[3]
- 陸上部
- 男子テニス部
- 女子テニス部

### 文化部
- 吹奏楽部
- 科学部